# بشير دردور
بشير دردور (1908-1968)، رجل أعمال تونسي من ولاية سوسة، يعتبر من أوائل رجال الأعمال الذين اختصوا في مجال السياحة بعد الاستقلال بداية من سنة 1958.
اهتم بالرياضة وكان من مؤسسي فريق النجم الرياضي الساحلي ومن الممولين له، كما عرف بشغفه بالفن والموسيقى و تقديره للمواهب الفنية الشابة.

## حياته

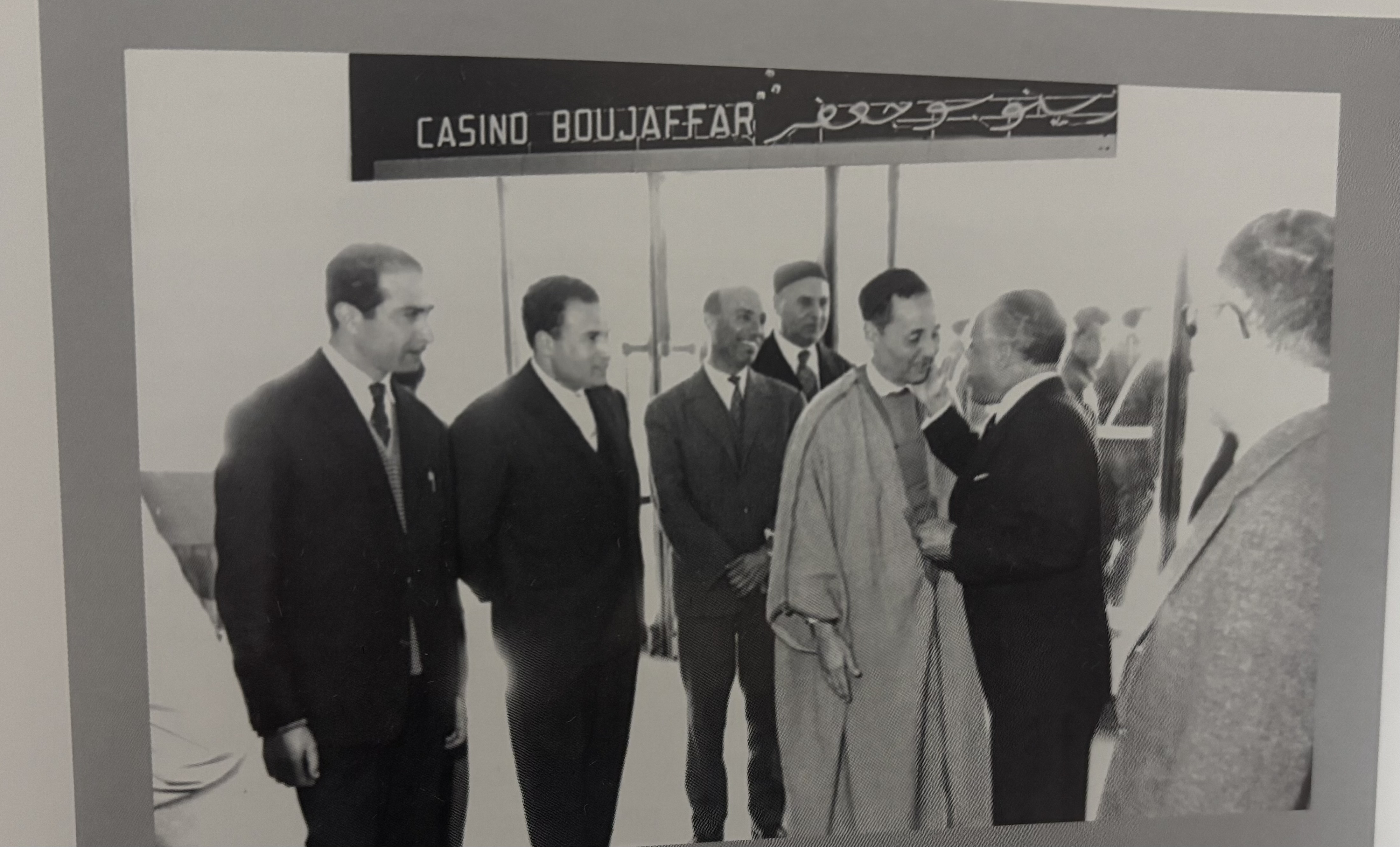

منذ سنة 1958، شرعت السلط الجهوية لولاية سوسة في تشجيع رجال الأعمال لنهوض بالجهة واستثمار فيها باعتبار أن ولاية سوسة مدينة سياحية وكان بشير دردور يتمتع بمكانة هامة وسط أهالي مدينة سوسة لذلك كسب ثقتهم وتمكن من استأجار كازينو بوجعفر الذي كان على ملك بلدية سوسة وشرع بشير دردور في استغلاله على حسابه الخاص، وكانت انطلاقته في مجال السياحة بتأسيس أول شركة سياحية في تاريخ تونس شركة بوجعفر للسياحة رفقة شركائه  صهره السيد عبد الحميد المهدوي و صديقهم السيد الحبيب بنور حيث نجحوا في إدارة النزل وعملوا على تقديم أحسن الخدمات للسياح وأرقاها فحذيوا بتقدير السلط الجهوية بقدرته على جلب السياح للجهة وتنشيط الحركة الاقتصادية.
سرعان ما أصبح هذا المشروع وحدة سياحية تضم ثلاثة فنادق فإضافة إلي كزينو بوجعفر نجح هذا الثلاثي في توسيع نشاطهم بإستغلال نزل جوستينية و نزل الرياض .